# De mompelende mummie
De mompelende mummie is het tweehonderdnegenendertigste stripverhaal uit de reeks van Suske en Wiske. Het is gemaakt door Paul Geerts. 
Het werd gepubliceerd in De Standaard en Het Nieuwsblad van 22 april 1997 tot en met 14 augustus 1997. De eerste albumuitgave in de Vierkleurenreeks was op 4 februari 1998, met nummer 255.
Dit verhaal vormt een tweeluik met het volgende, De vogels der goden.

## Locaties
- België, Antwerpen, Provinciaal domein Rivierenhof in kasteel Sterckhof, Indonesië, Bali, Den Pasar, de groene hel, Irian Jaya, Timika, Sinak, Sudirmangebergte, hoofdkwartier Papoea-rebellen, luchthaven Wamena, Agats

## Personages
- Suske, Wiske, tante Sidonia, Lambik, Jerom, professor Barabas, antropoloog Blumenbach (Duits), mijnheer Djong (Papoea), publiek, receptioniste, medewerker Ministerie van Buitenlandse Zaken, Marcus Jacobus (medewerker reisbureau), medewerkers Brass Mining Company (BMC), general manager BMC, Papoea-rebellen "Gerakan Pemgalan Keamanan" (Papoea Freedom Movement), Killa Kwelak (leider), Damal (gids), Dani (bewoners van dorp Sinak), hoofdman, mummie, Stan Hardy[1] (Times) en andere journalisten, ontvoerders

## Het verhaal
In het Provinciaal domein Rivierenhof wordt de tentoonstelling “Astmatkunst” geopend, maar de heer Djong praat over uitbuiting van de Brass Mining Company. 
Djong en professor Blumenbach zijn uitgenodigd voor een etentje bij tante Sidonia, maar de mannen komen niet opdagen. In het hotel ontdekken de vrienden dat de mannen ontvoerd zijn. Ze waarschuwen het ministerie van Buitenlandse Zaken, waar men echter zegt dat ze zich buiten de hele zaak moeten houden. De vrienden vertrekken toch naar Indonesië en nemen een kopie van de film van de ontvoering mee. Sidonia blijft thuis en verstopt de echte tape in een kluis bij de bank.
De vrienden landen op Den Pasar op Bali en reizen de volgende dag naar Timika op Irian Jaya. Ze worden door een delegatie van de Brass Mining Company ontvangen en ze krijgen een rondrit op het eiland. Ze zien een berg die afgegraven wordt voor koper- en goudwinning. Lambik heeft gelezen dat er vijfenzeventig nieuwe plaatsen zijn ontdekt en er moet veel oerwoud gekapt worden om dit te winnen. De vrienden laten de video zien aan de general manager, die zegt dat de mannen waarschijnlijk zijn omgebracht. Hij geeft hun persoonlijke bezittingen die zijn “gevonden”. Verder zegt hij de ontvoerders niet te kennen. 
Op de terugweg worden de vrienden overvallen en door het oerwoud naar het hoofdkwartier van Papoea-rebellen gebracht. Killa Kwelak vertelt dat de Brass Mining Company waarschijnlijk achter de ontvoering van de geleerden zit. Er zijn nieuwe koperaders ontdekt rond het dorp Sinak en ze willen de financiële steun van de Wereldbank niet verliezen door de vurige redevoeringen van de mannen.
De jeeps worden gevonden en de begeleiders van de Brass Mining Company vertellen dat ze door de rebellen overvallen zijn. De general manager wil de vrienden bevrijden voordat ze achter de ware toedracht komen. Hij stuurt zijn mannen op weg om de rebellen te zoeken. Killa geeft de vrienden een gids, Damal, mee en ze gaan via het oerwoud naar het dorpje Sinak om de ontvoerde geleerden te zoeken. In het oerwoud zitten veel dieren en ze zien ook een kasuaris uit het Australisch eilandgebied. De mannen van de Brass Mining Company zien de vrienden als ze over het gebergte klimmen, maar de helikopter stort neer. Suske en Wiske vallen van de berg en de vrienden worden dan door de mannen gevangengenomen, Damal springt in de waterval om aan de schurken te ontkomen. De vrienden worden door het oerwoud geloodst, maar Damal bevrijdt hen even later met de Dani. De voormalige koppensnellers binden de mannen van het bedrijf dat hen uit hun dorp verdreef aan een paal en dansen om hen heen met speren. Suske en Lambik halen de radio uit de helikopter en laten de mannen hun baas oproepen, ze moeten zeggen dat de opdracht geslaagd is. ’s Avonds wordt een varken geofferd en de hoofdman vertelt dat de Mummie het enige is wat de Dani uit hun dorp hebben kunnen redden voordat ze gedeporteerd werden door de Brass Mining Company. De mummie vertelt na een ritueel dat de mannen in een honai, een woudhut, op een begraafplaats zijn verborgen. De doden staan op uit hun graven en de ontvoerders vluchten naar de opstandelingen en uit angst bekennen ze alles. Professor Barabas maakt de misstanden van de Brass Mining Company wereldkundig en de doden keren terug in hun graven. De ontvoerde mannen worden bevrijd en de vrienden gaan naar Sinak. Er zijn journalisten gearriveerd en professor Barabas vertelt dat over enige uren mannen van de Brass Mining Company zullen komen, er wordt een hinderlaag voorbereid. De Brass Mining Company wordt ontmaskerd. De general manager stelt een doofpot voor, maar dit wordt natuurlijk afgewezen. 
De vrienden vliegen met een Merpativlucht naar Agats. Er is geen plaats meer voor Lambik, die zelf met een vliegtuigje van de Missionary Aviation Fellowship richting Agats vliegt. Na vijf uur is hij echter nog steeds niet op de luchthaven aangekomen. Zijn vrienden worden ongerust. (De plot wordt voortgezet in De vogels der goden).

## Trivia
- De Groene Hel kwam al eerder voor in De kwaaie kwieten (1985), maar dit was in het Amazonegebied.